# Rodolfo Saglimbeni
Rodolfo Saglimbeni Muñoz (Barquisimeto, Estado Lara, 8 de diciembre de 1962 - Caracas, 4 de junio de 2025) fue un director de orquesta venezolano.

## Biografía
Inició sus estudios de música en Barquisimeto, siendo miembro fundador de la Orquesta Sinfónica del Estado Lara como ejecutante de la trompeta. Sus estudios musicales fueron complementados luego en la Royal Academy of Music de Londres, Reino Unido. En esta academia estudió con los maestros Colin Metters, John Carewe y George Hurst, obteniendo el título de Director de Orquesta.
Estudió bajo la tutela del maestro Franco Ferrara en la Academia Nacional de Santa Cecilia de Roma en 1981. Trabajó como Director Asociado de la Orquesta Sinfonietta de Caracas y de la Orquesta Sinfónica Venezuela. También fue fundador y director artístico de la Orquesta Sinfónica Gran Mariscal de Ayacucho y director musical del Teatro Teresa Carreño.
Fue primer finalista del Concurso Internacional de Directores de Orquesta de Besanzón, Francia, siendo el más joven director participante en esta competencia de 1985.
En 1987 regresó a Venezuela y compartió su tiempo entre la dirección en su país y las invitaciones del exterior. Ha sido Director invitado en orquestas de Francia, Reino Unido, Luxemburgo (RTL Télévision), España, Italia, Portugal, Rumania, Estados Unidos, así como de numerosas orquestas latinoamericanas, como las de Argentina (Orquesta Estable del Teatro Colón), Uruguay (Orquesta Filarmónica de Montevideo), Brasil, Colombia, Perú, Ecuador, Chile, El Salvador, y también su natal Venezuela.
Fue contratado como tutor en 1990, y luego como codirector en 1993 del Curso Internacional de verano de la Canford Summer School of Music, de Inglaterra. En 2013 asume la dirección de la Facultad “George Hurst” de la Sherborne Summer School of Music. También es profesor de la Universidad Nacional Experimental de las Artes, tutor de Dirección de la Orquesta en FundaMusical “Simón Bolívar” y de la Escuela de Música del Mozarteum de Caracas.
A partir del año 2003 se desempeña como director artístico de la Orquesta Sinfónica Municipal de Caracas, donde ha desarrollado un importante proyecto artístico-musical ligado a un amplio espectro social y comunitario. En 2015 fue nombrado como director artístico de la Orquesta Sinfónica de la Universidad Nacional de Cuyo, Mendoza, Argentina. En septiembre del año 2019 fue designado Director Titular de la Orquesta Sinfónica Nacional de Chile,  cargo que se extendió hasta la temporada 2025.
Saglimbeni falleció a los 62 años en Caracas en la noche del miércoles 4 de junio, tras atravesar una agresiva enfermedad que le fue diagnosticada en febrero de 2025. La Universidad de Chile decretó dos días de duelo institucional por su deceso.

## Reconocimientos
- Orden José Felix Ribas, Primera Clase ( Venezuela).
- Caballero de la Orden de la Estrella de Italia ( Italia, 2014).

Recibió premios en Venezuela como Mejor Director del Año (1989) y el Premio Nacional del Artista (1999), y condecorado con la Orden José Félix Ribas en su Primera Clase. En 1997 fue seleccionado para la Beca de las Américas, patrocinada por el Kennedy Center en Washington D. C.. En marzo de 1999 obtiene el Premio Director de las Américas en Santiago de Chile. Ha sido galardonado con la Orden “Waraira Repano” del Municipio Libertador de Caracas, además del título honorario Associate of the Royal Academy of Music (ARAM). En 2014 fue nombrado por el gobierno de Italia como Caballero de la Orden de la Estrella de Italia. En 2022, el Círculo de Críticos de Arte de Chile lo reconoció como uno de los mejores directores de orquesta de ese año.